# مقاطعة سانت فرانسيس (أركنساس)
مقاطعة سانت فرانسيس (بالإنجليزية: St. Francis County)‏ هي إحدى مقاطعات ولاية أركنساس في الولايات المتحدة الأمريكية. بلغ تعداد سكانها 29329 نسمة سنة 2000، ومقر المقاطعة هي مدينة فورست سيتي.

## أعلام
- سوني ليستون